# Hydropsyche bidens
Hydropsyche bidens là một loài Trichoptera trong họ Hydropsychidae. Chúng phân bố ở miền Tân bắc.